# Sodalitium Pianum
Il Sodalitium Pianum, noto anche come La Sapinière, fu una rete di informazione della Santa Sede, organizzata da monsignor Umberto Benigni dal 1909, sotto il pontificato di papa Pio X (1903-1914). Il nome si riferisce a san Pio V. Questa rete segreta, svelata dallo storico Émile Poulat, si occupava principalmente della lotta contro il modernismo.

## Storia

### Origini
In reazione alla crisi modernista che attraversava la Chiesa cattolica, papa Pio X pubblicò nel 1907 il decreto Lamentabili Sane Exitu e l'enciclica Pascendi Dominici Gregis, che condannavano questo movimento come eretico. Per dare maggior peso a questi provvedimenti, Umberto Benigni, sacerdote e professore di storia della Chiesa, organizzò, grazie a relazioni personali con diversi teologi, una rete ufficiosa di censori, che erano incaricati di segnalargli i teologi, laici o religiosi (compresi i cardinali), sospettati di diffondere la dottrina condannata. Benigni aveva il compito di denunciarli al Sant'Uffizio. Secondo la testimonianza del cardinale Pietro Gasparri, Pio X approvò quest'organizzazione e la sostenne finanziariamente, incoraggiando personalmente i collaboratori attraverso l'invio di tre autografi di benedizione. L'organizzazione aveva anche il sostegno della Congregazione Concistoriale, di cui era prefetto il cardinale Gaetano De Lai.
Il gruppo contava una cinquantina di membri in Europa, principalmente in Italia e in Francia, talvolta in collaborazione con l'Action française. Monsignor Eugenio Pacelli, futuro papa Pio XII, sarebbe appartenuto al Sodalitium Pianum
Benigni diresse la sua azione, fra gli obiettivi, contro la Compagnia di Gesù. Il periodico che aveva fondato, Corrispondenza Romana (che divenne in seguito La Correspondance de Rome), si oppose a La Civiltà Cattolica, l'organo dei gesuiti. Secondo Émile Poulat, questa ostilità contro i gesuiti è costitutiva dell'integrismo.
Dopo il Concilio Vaticano II il nome "Sodalitium pianum" è stato ripreso dall'Istituto Mater Boni Consilii (di tendenze sedeprivazioniste) per il suo circolo culturale, che condivide con il Sodalitium storico la missione di lotta al modernismo nella Chiesa.

### Influenza
Originariamente il Sodalitium Pianum dipendeva dalla Segreteria di Stato della Santa Sede, dove Benigni aveva l'incarico di sottosegretario della Congregazione degli Affari Ecclesiastici Straordinari. Il cardinale segretario di Stato Rafael Merry del Val prese le distanze dalle attività del Sodalitium Pianum e impedì che ricevesse il riconoscimento canonico. Nel 1911, Benigni chiese che la sua organizzazione fosse separata dalla segreteria di Stato.
L'influenza di questa rete declinò dal 1914 con l'elezione di papa Benedetto XV, che la smantellò, per ripristinarla però d'intesa con la Congregazione Concistoriale nel 1915. Fu definitivamente abolita il 25 novembre 1921, in ragione del «cambiamento di circostanze».
Tuttavia, secondo la testimonianza di Yves Congar, l'organizzazione avrebbe proseguito la sua attività fino al 1946.